# كاكيرو كوماغاوا
كاكيرو كوماغاوا (باليابانية: 熊川 翔) (مواليد 2 أبريل 1997) هو لاعب كرة قدم ياباني.

## وصلات خارجية
- كاكيرو كوماغاوا على موقع رابطة كرة القدم اليابانية للمحترفين (اليابانية)
- كاكيرو كوماغاوا على موقع قاعدة بيانات كرة القدم.إي يو (الإنجليزية)
- كاكيرو كوماغاوا على موقع Soccerway.com (الإنجليزية)
- كاكيرو كوماغاوا على موقع عالم كرة القدم.نت (الإنجليزية)